# Magnificat (Vivaldi)
Antonio Vivaldi fez várias versões de seu cenário em Sol menor do cântico do Magnificat. Ele marcou sua versão mais conhecida, RV 610, para solistas vocais, coro de quatro partes, oboés e orquestra de cordas, que também existe em uma versão para dois grupos de intérpretes (RV 610a). Ele baseou essas versões em uma configuração anterior apenas para vozes e cordas (RV 610b). Sua versão final, na qual alguns movimentos corais e de conjunto são substituídos por cinco árias, a serem cantadas por meninas do orfanato Ospedale della Pietà, foi catalogada como RV 611. O trabalho conciso é bem adequado para uso em serviços de vésperas.
Magnificat (também conhecida como Canção de Maria ou Canto de Maria) é um cântico entoado (ou recitado) frequentemente na liturgia dos serviços eclesiásticos cristãos. O texto do cântico vem diretamente do Evangelho segundo Lucas (Lucas 1:46–55), onde é recitado pela Virgem Maria por ocasião da Visitação a sua prima Isabel. Na narrativa, após Maria saudar Isabel, que está grávida de João Batista, a criança se mexe dentro do útero de Isabel. Quando esta louva Maria por sua fé, Maria entoa o Magnificat como resposta.

## História
Vivaldi trabalhou em Veneza como padre e diretor de música em um orfanato para meninas, Ospedale della Pietà, e deixou uma quantidade substancial de música sacra.